# Proboscidactyla abyssicola
Proboscidactyla abyssicola is een hydroïdpoliep uit de familie Proboscidactylidae. De poliep komt uit het geslacht Proboscidactyla. Proboscidactyla abyssicola werd in 1947 voor het eerst wetenschappelijk beschreven door Uchida. 